# Federico Valverde
Federico Santiago Valverde Dipetta (født 22. juli 1998) er en uruguayansk professionel fodboldspiller, som spiller for La Liga-klubben Real Madrid og Uruguays landshold. Han er især kendt for sin evne til at spille i mange forskellige positioner og roller på banen.

## Klubkarriere

### Peñarol
Valverde kom igennem ungdomsakademiet hos Peñarol, og gjorde sin professionelle debut med klubben i 2015.

### Real Madrid
Valverde skiftede i juli 2016 til Read Madrid, hvor han tilsluttede sig reserveholdet Real Madrid Castilla.

#### Leje til Deportivo La Coruña
Valverde blev i juni 2017 udlejet til Deportivo La Coruña.

#### Førsteholdsgennembrud
Valverde imponerede i opvarmningskampene før 2018-19 sæsonen, og det blev besluttet, at han ville blive del af førsteholdet, og ikke udlejet i sæsonen. Han gjorde sin førsteholdsdebut den 23. oktober 2018. Valverdes helt store gennembrud kom dog i 2019-20 sæsonen, hvor at han gik fra at være rotationsspiller til at være en fast mand i midtbanen.

## Landsholdskarriere

### Ungdomslandshold
Valverde har repræsenteret Uruguay på flere ungdomsniveauer.

### Seniorlandshold
Valverde debuterede for Uruguays landshold den 6. september 2017.

## Titler
Peñarol
- Primera División: 1 (2015–16)

Real Madrid
- La Liga: 3 (2019–20, 2021–22, 2023-24)
- Copa del Rey: 1 (2022-23)
- Supercopa de España: 3 (2020, 2022, 2024)
- UEFA Champions League: 2 (2021–22, 2023-24)
- UEFA Super Cup: 1 (2022)
- FIFA Club World Cup: 1 (2018)